# BAE 시스템스 템페스트

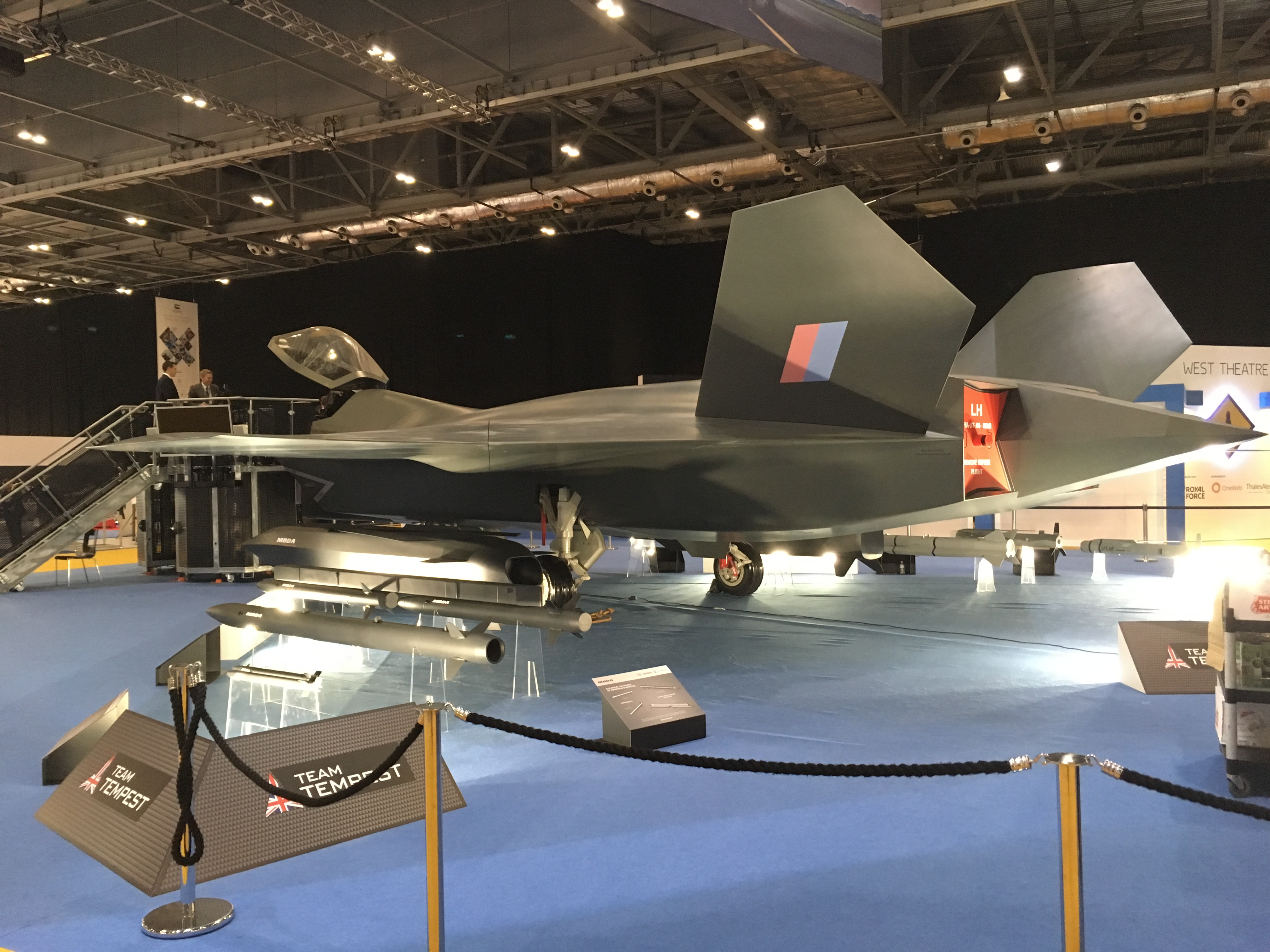

BAE 시스템스 템페스트(영어: BAE Systems Tempest)는 BAE 시스템스에서 2025년부터 개발을 목표로 하고 있는 6세대 전투기이며 템페스트(Tempest)는 '돌풍'을 뜻한다.

## 역사
2020년 1월 16일, 영국 롤스로이스는 영국, 이탈리아, 일본 등이 공동으로 개발 중인 6세대 전투기 BAE 템페스트 전투기의 엔진에 탑재될 E2SG(Embedded Electrical Starter Generator) 발전기가 성공적으로 개발됐다고 밝혔다. 2025년 시제기를 선보이게 되는 BAE 템페스트는 다기능 레이더가 전후좌우에 탑재되어 조기경보기의 역할도 할 수 있다. 기존의 전투기에 탑재된 단거리 전투용 기총대신 레이저 무기가 탑재된다. 이로 인해 기존 전투기보다 많은 양의 전력이 필요하다. 이를 위해 롤스로이스는 전투기엔진내 탑재된 발전기의 전력발생에 따른 열 부하를 줄이면서 전력생산을 늘리는 E2SG(Embedded Electrical Starter Generator)를 2014년부터 개발왔다. 신현 발전기를 장착한 엔진은 2021년 첫선을 보이게 된다. 연구과정에서 50~60개의 기술 실증을 할 예정이다.

### 공동개발 여부

#### 일본의 참여 문제
일본 고노 다로 방위상은 인터뷰에서, "(일본 차세대 전투기) F-3 사업은 유럽과도 공동개발할 수 있다."는 입장을 밝혀, 미국이 우려했다.. 그러나 2020년 3월, 일본은 미국과 공동개발을 결정했다. 처음, 미국은 F-22의 기반(베이스)에 F-35의 최신 기술과 첨단 부품을 결집시킨 하이브리드 기체를 차세대 일본 전투기로 제안했으나, 일본은 이를 부정하고 일본 독자 전투기를 강조했다. 그리고 3월 6일 발표에서는 일본이 대부분 비용 부담할테니, 일본 기술들이 그만큼 주류여야 한다고 강조했다. 전투기 개발은 아예 독자개발하는 독자개발, 자국이 주류를 유지하면서, 공동개발국들을 거느린 F-35같은 자체개발, 공동개발국들이 거의 균등하게 분담하는 공동개발로 나뉜다. 독자개발은 F-15, Su-35 등이 있고, 공동개발은 유로파이터 타이푼, 파나비어 토네이도가 있다. 일본이 원하는 것은 엄연한 일본 자체개발 작품임을 이번에 밝혔다. 물론 확정된건 아니며 일본,미국 양측이 계속 점유율 싸움을 계속 하겠지만, "우리 일본이 돈 많이 낼테니 일본 F-3에 미국 점유율 넓힐 생각은 마라"고 일본측에서 의사를 밝힌 주목할만한 사건이다. 일본이 이번에 밝힌 입장으로 풀이한 일본이 계획한 시나리오는 미국과 공동개발을 하되, 말만 공동개발이고 일본 방산업체의 참여 점유율이 과반수이며, 일본이 사업을 주도하는 주체라는 것이다. 아울러 템페스트를 추진하고 있는 영국과 시스템, 전자장비등에서 기술공유하는등, 영국의 참여도 조건하에 허용할 수 있는 것으로 밝혔다.

## 같이 보기
- JNAAM - 미사일
- 미래전투항공체계(FCAS) - 프랑스, 독일, 스페인 합작의 6세대 전투기 개발 프로젝트